# 羅斯·瓦斯塔
羅斯·瓦斯塔（Ross Vasta，1966年10月8日—）是一位澳洲政治人物，他的黨籍是昆士蘭自由國家黨。自2004年開始，他是邦納選區選出的澳大利亞眾議院的議員。他畢業於格里菲斯大學。